# 本家かまどや
株式会社本家かまどや（ほんけかまどや）は、兵庫県神戸市中央区に本社を置く、持ち帰り弁当チェーン店を運営する企業である。

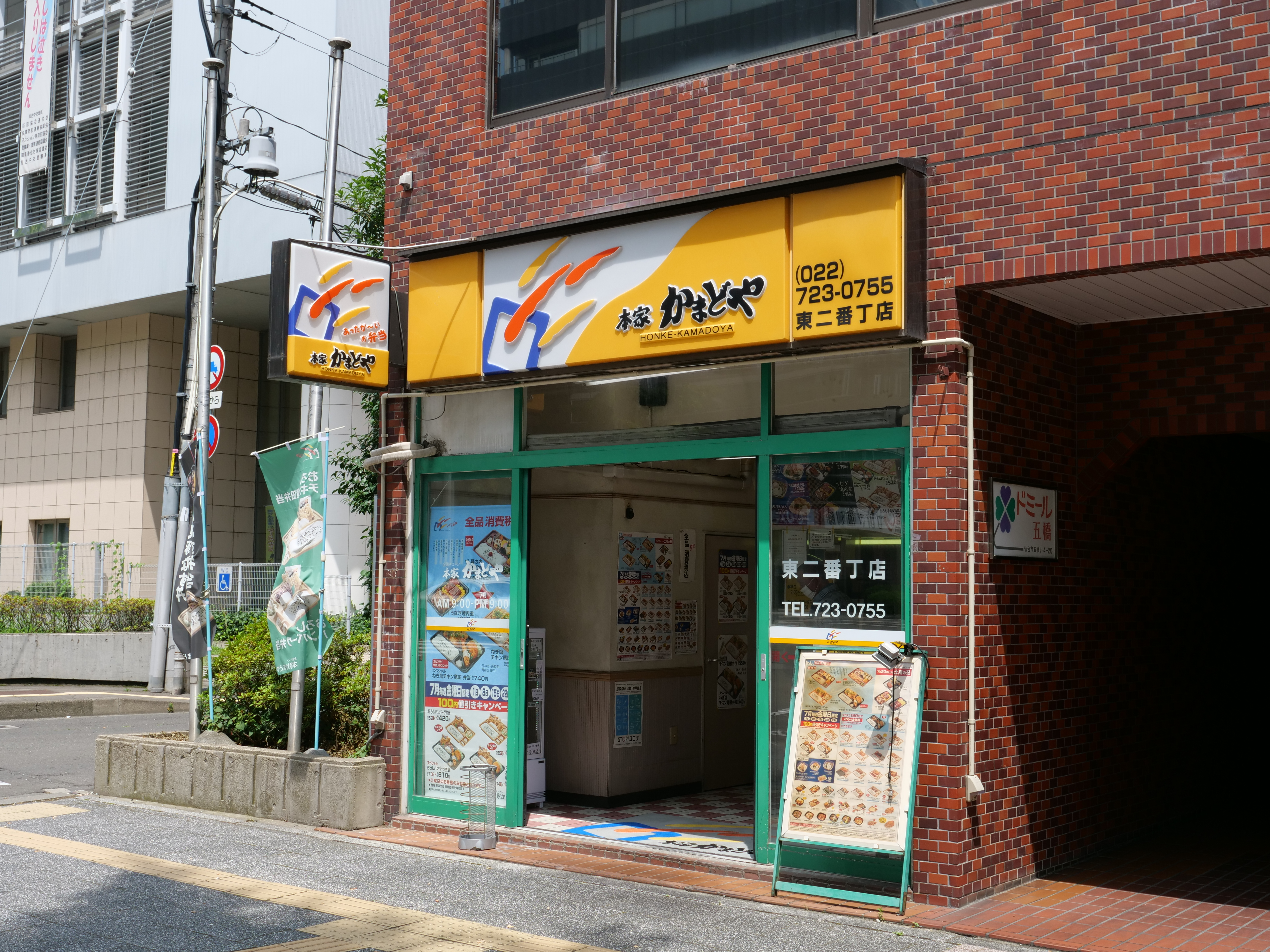
東二番丁店（宮城県仙台市、2022年）

## 概要
1980年11月7日創立。西日本地域を中心に店舗を展開している。
ピーク時には全国に約2,300店舗を展開し、2008年5月15日に、それまで店舗数1位だったほっかほっか亭の3,450店舗のうち2,087店舗がほっともっとに転換したため、一時的に本家かまどやが1位へ浮上したこともあったがものの、2009年7月末にほっともっとが首位となった。2023年3月末現在、店舗数は1,054店舗とピーク時の半分以下に減少している。
弁当事業とは別に介護事業の（愛）アモールかまどやを運営する。
マスコットキャラクターは「どやちゃん」。
創業者、金原弘周（本名：金弘周 キム・ホンジュ 김홍주）は在日韓国人で、学生時代は韓国国内への留学歴がある。当時の日本は在日韓国人の就職が難しく、金原は靴工場のアルバイトをしていた。勤務していた靴工場が閉鎖されると、金原は本家かまどやを創業した。1993年には、韓国国内最大手の弁当チェーン店、ハンソッ（朝鮮語: 한솥도시락）の創業にも携わっている。

## 展開する店舗
- 本家かまどや（持ち帰り弁当事業）
- 権太呂すし

## 沿革
- 1980年11月7日 - 設立。
- 2002年12月 - 新形態店舗として「権太呂すし」を神戸市中央区三ノ宮に開店。

## 代表的なメニュー
- 大関さん弁当
- 牛焼肉弁当
- からめんたい弁当

## 取引企業
- ニチレイフーズ
- エースコック
- エム・シーシー食品
- 日本アクセス
- 米久
- 神明
- テーブルマーク

## CMキャラクター
- 吉幾三
- 今いくよ・くるよ
- NMB48